# Šujica (wieś)
Šujica – wieś w Słowenii, w gminie Dobrova-Polhov Gradec. W 2018 roku liczyła 510 mieszkańców.